# Bình Hòa, Krông Ana
Bình Hòa là một xã thuộc huyện Krông Ana, tỉnh Đắk Lắk, Việt Nam.
Phía tây giáp tỉnh Đắk Nông, phía Nam giáp huyện Lắk, phía Bắc giáp thị trấn Buôn Trấp, phía Đông giáp xã Quảng Điền.

## Lịch sử
Ngày 06 tháng 03 năm 1984 theo Quyết định số 35-QĐ/HĐBT của Hội đồng bộ trưởng về việc phân vạch địa giới một số xã thuộc huyện Krông Ana, chia xã Quảng Điền thành 2 xã lấy tên là xã Quảng Điền và xã Bình Hòa.
Các dân tộc: người Kinh, người Tày. Dân số từ nhiều tỉnh của Việt Nam đến sinh sống, nhưng chủ yếu là dân của huyện Thăng Bình, tỉnh Quảng Nam định cư phần nhiều. Nông nghiệp được bồi đắp bởi phù sa của hai dòng sông Krông Ana và Krông Nô, diện tích đất nông nghiệp chiếm 75% (2010).
Xã Bình Hòa có diện tích 54,07 km², dân số năm 1999 là 7801 người, mật độ dân số đạt 144 người/km².

## Đơn vị hành chính
Gồm 7 thôn: thôn 1, thôn 2, thôn 4, thôn 5, thôn 6, thôn Sơn Trà, thôn Hải Châu